# Écaillon
Écaillon – miejscowość i gmina we Francji, w regionie Hauts-de-France, w departamencie Nord.
Według danych na rok 1990 gminę zamieszkiwało 2007 osób, a gęstość zaludnienia wynosiła 502 osób/km² (wśród 1549 gmin regionu Nord-Pas-de-Calais Écaillon plasuje się na 360. miejscu pod względem liczby ludności, natomiast pod względem powierzchni na miejscu 762.

## Polacy w Écaillon
W latach dwudziestych XX w., przybyli Polacy, główne z Westfalii, by pracować w miejscowych kopalniach przy wydobyciu węgła. Osiedlili się na Wilmie. Zorganizowali życie towarzyskie tworząc teatr amatorski, chór "Harfa",(zał. w 1923), itp. W marcu 1924 r. 
przyjechał z Polski nauczyciel, Antoni Wiącek. Dostał zlecenie zebrania materiałów statystycznych odnośnie do liczby dzieci w wieku szkolnym w skupiskach polskich w regionie północnej Francji. Zatrzymał się w Écaillon, na Wilmie na rok. Założył polską szkołę im. Tadeusza Kościuszki, liczącą ok. 180 chłopców i dziewcząt. Niektórzy uczniowie należeli do rodzin francuskich. Mówiły dobrze po polsku. W następnym roku, kiedy A. Wiącek przeniósł się do Lille, a właściwie do La Madeleine by założyć Związek Nauczycielstwa Polskiego we Francji, którego został przez pewien czas prezesem, polska szkoła nadal była czynna na Wilmie w latach trzydziestych. Zostało również założone polskie przedszkole.